# Yohl Ikʼnal
Yohl Ikʼnal, còn được gọi là Phu nhân Kan Ik và Phu nhân Kʼanal Ikʼnal (?—604), là một nữ vương thành bang Maya của Palenque. Bà được lên ngôi vào ngày 23 tháng 12 năm 583, và cai trị cho đến khi mất.

## Gia đình

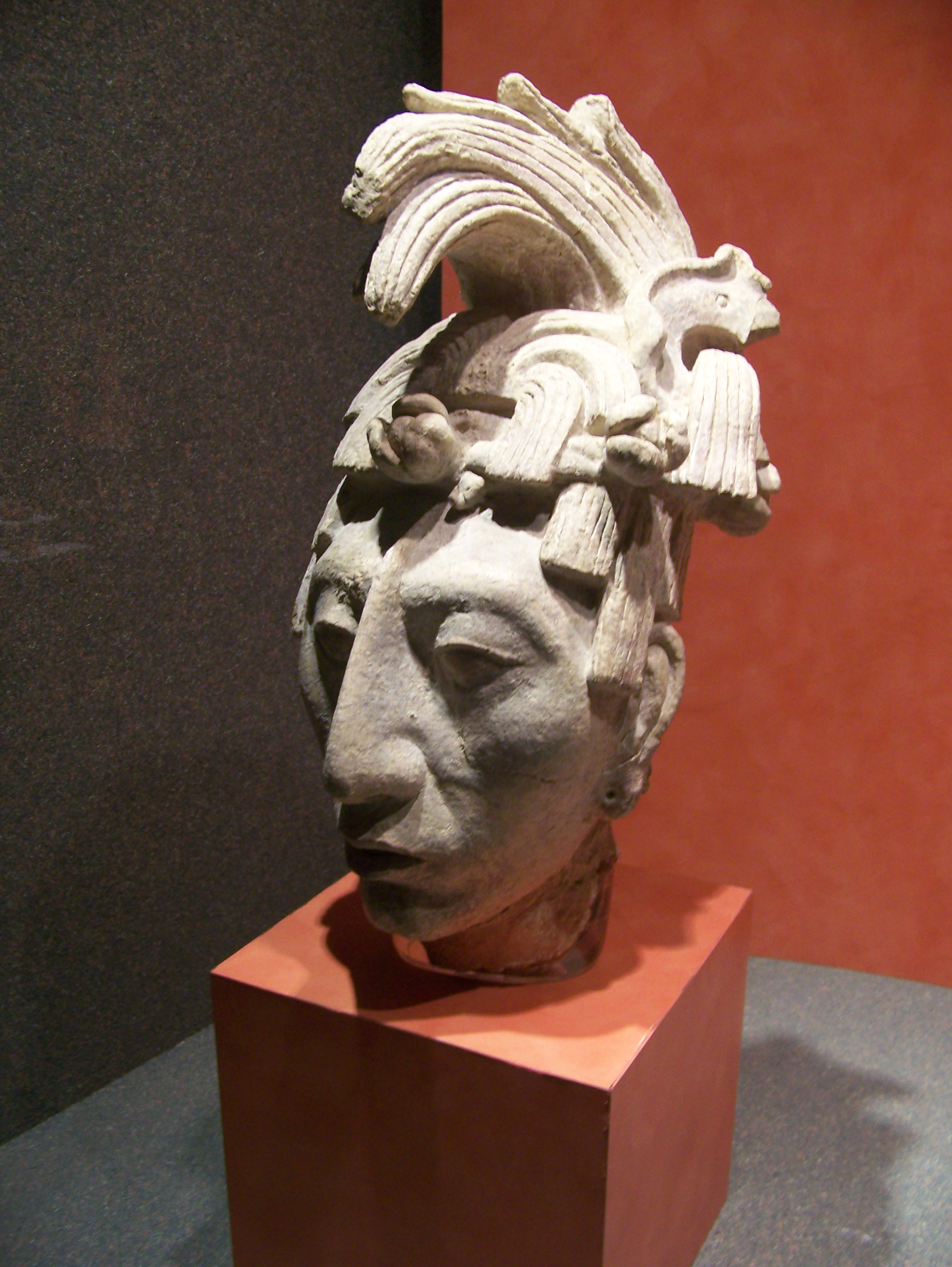
Kʼinich Janaab Pakal I, bà ngoại hay bà cố của Yohl Ikʼnal

Yohl Ikʼnal là bà ngoại hay bà cố của Kʼinich Janaab Pakal I, người vị vua vĩ đại nhất của thành phố Palenque. Bà là hậu duệ của Kʼukʼ Bahlam I, người sáng lập ra triều đại Palenque và bà lên nắm quyền trong vòng một năm sau khi người tiền nhiệm của bà mất, Kan Bahlam I.